# Titularbistum Rusibisir
Rusibisir war eine antike Stadt in der römischen Provinz Mauretania Caesariensis im Norden von Algerien.
Rusibisir (ital.: Rusubisir) ist ein ehemaliges Bistum der römisch-katholischen Kirche und heute ein Titularbistum.
| Titularbischöfe von Rusibisir |                                          |                                                                 |                  |                    |
| Nr.                           | Name                                     | Amt                                                             | von              | bis                |
| 1                             | Léon Théobald Delaere OFMCap             | emeritierter Bischof von Molegbe (Demokratische Republik Kongo) | 3. August 1967   | 14. September 1976 |
| 2                             | Theodore McCarrick                       | Weihbischof in New York (USA)                                   | 24. Mai 1977     | 19. November 1981  |
| 3                             | Ivan Dias Titularerzbischof pro hac vice | Apostolischer Nuntius in Ghana, Togo, Benin, Korea und Albanien | 8. Mai 1982      | 8. November 1996   |
| 4                             | Daniel Caro Borda                        | Weihbischof in Bogotá (Kolumbien)                               | 21. Juli 2000    | 9. August 2003     |
| 5                             | Martin David Holley                      | Weihbischof in Washington DC (USA)                              | 18. Mai 2004     | 23. August 2016    |
| 6                             | Mark Edward Brennan                      | Weihbischof in Baltimore (USA)                                  | 5. Dezember 2016 | 23. Juli 2019      |
| 7                             | Juan Alberto Ayala Ramírez               | Weihbischof in San Cristóbal de Venezuela (Venezuela)           | 18. Juni 2020    |                    |